# اترنا
اترنا (انگلیسی: Eterna) یک شرکت ساعت لوکس سوئیسی است که در ۷ فوریه ۱۸۵۶ توسط یوزف ژیرارد و اورس شیلد در گرنچن، کانتون سولوتورن تأسیس شد.